# Березнегуватське
Березнегува́тське — село в Україні, у Софіївській сільській громаді Баштанського району Миколаївської області. Населення становить 845 осіб.
Село розташоване за 25 км на захід від міста Новий Буг і за 30 км від залізничної станції Новий Буг на лінії Миколаїв-Сортувальний — Долинська.

## Географія
Селом тече Балка Березнегувата. Неподалік знаходилось колишнє село Златопіль.

## Історія
На околицях села Пелагіївки виявлено пізнопалеолітична стоянка (понад 20 тис. років тому), біля села Новорозанівки — поселення епохи неоліту і міді (V—III тисячоліття до п. е.), а також декілька поселень і могильник епохи ранньої і пізньої бронзи (III—I тисячоліття до н. е.). У села Новорозанівки досліджено поховання скіфського воїна (V ст. до н. е.), похованого в повному озброєнні (пластинчатий шолом і панцир, два дротики, меч і сагайдак із стрілами).
Населений пункт виник у кінці XIX століття.
На фронтах Німецько-радянської війни воювали 216 жителів села, 54 з них загинули, 98 — удостоєні урядових нагород.
У 1973 році в селі Березнегуватське споруджений меморіальний комплекс на честь односельців, загиблих у боротьбі з нацистами.
За часів УРСР в селі працював колгосп «Молода гвардія».
За трудові успіхи орденами і медалями нагороджені 86 чоловік, серед них ордени Трудового Червоного Прапора удостоєні ланковий В. П. Канишева, свинарки С. Н. Симчера і М. П. Постика, завідувач фермою великої рогатої худоби Н. К. Шиян.
До 2020 році орган місцевого самоврядування — Березнегуватська сільська рада. В тому ж році, у зв'язку адміністративно-територіальною реформою населений пункт включено до складу Софіївської сільської громади та Баштанського району.

## Населення
Згідно з переписом УРСР 1989 року чисельність наявного населення села становила 820 осіб, з яких 398 чоловіків та 422 жінки.
За переписом населення України 2001 року в селі мешкали 843 особи.

### Мова
Розподіл населення за рідною мовою за даними перепису 2001 року:
| Мова       | Відсоток |
| ---------- | -------- |
| українська | 97,75 %  |
| російська  | 1,66 %   |
| молдовська | 0,36 %   |
| болгарська | 0,12 %   |
| вірменська | 0,12 %   |

## Економіка
У селі обробляються 4946 га сільськогосподарських угідь, у тому числі 4078 га орних земель. Основні напрями виробництва — зернове і м'ясо-молочне з розвиненим свинарством. В селі два магазини, пункт побутового обслуговування, відділення Укрпошти. Відділення Ощадбанку України.

## Освіта і культура
У селі працює середня одинадцятирічна школа з інтернатом (20 учителів і 207 учнів), клуб із залом на 200 місць, бібліотека з книжковим фондом 9,1 тис. примірників, фельдшерсько-акушерський пункт. Дитячі ясли-сад на 50 місць.